# 3 Idiots
3 Idiots é um filme de comédia dramática indiano de 2009 dirigido e escrito por Rajkumar Hirani, Abhijat Joshi e Vidhu Vinod Chopra, baseado no romance Five Point Someone, de Chetan Bhagat. Protagonizado por Aamir Khan, R. Madhavan e Sharman Joshi, venceu o Filmfare Awards de melhor filme.

## Elenco
- Aamir Khan - Ranchoddas
- Shoaib Ahmed - Chhote (jovem)
- R. Madhavan - Farhan Qureshi
- Sharman Joshi - Raju Rastogi
- Kareena Kapoor - Pia Sahastrabuddhe
- Boman Irani - Dr. Viru Sahastrabuddhe
- Omi Vaidya - Chatur Ramalingam
- Baradwaj Rangan - jornalista do New Indian Express[2]
- Rahul Kumar - Manmohan (jovem)
- Mona Singh - Mona Sahastrabuddhe
- Parikshit Sahni - Mr Qureshi
- Farida Dadi - Mrs Qureshi
- Amardeep Jha - Mrs Rastogi
- Javed Jaffrey - Ranchoddas Shamaldas Chanchad
- Arun Bali - Shamaldas Chanchad
- Ali Fazal - Joy Lobo
- Akhil Mishra - Dubey
- Rohitash Gaud - empregado de Ranchoddas
- Achyut Potdar - professor
- Madhav Vaze - pai de Joy Lobo
- Olivier Sanjay Lafont - Suhas Tandon
- Jayant Kripalani
- Atul Tiwari - ministro
- Rajeev Ravindranathan